# Церква святих верховних апостолів Петра і Павла (Збараж)
Церква святих верховних апостолів Петра і Павла в Збаражі — парафія і храм греко-католицької громади Збаразького деканату Тернопільсько-Зборівської архієпархії Української греко-католицької церкви в місті Збараж Тернопільського району Тернопільської области.

## Історія церкви
Парафія була утворена у 1992 році, а її статут зареєстрували 30 червня 1993 року. Будівництво храму тривало з 24 жовтня 1993 до 13 грудня 1999 року. Проєкт розробив Петро Камінський, а головним ініціатором і спонсором будівництва був колишній директор цукрового заводу Андрій Дмитраш. Храм також зводили за кошти громади та інших жертводавців.
13 грудня 1999 року церкву освятив єпископ Михаїл Сабрига. Парафія від початку свого існування у 1992 році належить до УГКЦ. При парафії діють Марійська і Вівтарна дружини, братство Серця Христового, спільнота «Діти Цариці миру і поєднання» та недільна школа.
Біля церкви встановлено пам'ятний хрест на місці освячення наріжного каменя під її будівництво. У власності парафії перебувають храм і парафіяльний будинок.

## Парохи
- о. Олег Юрик (1992—2005),
- о. Ярослав Єфремов (2005—2006),
- о. Андрій Лахман (з 28 лютого 2006).